# 龚达希
龚达希（1936年8月—2023年5月11日），男，江苏崇明（今属上海）人，中华人民共和国政治人物，曾任西藏自治区人民政府副主席，西藏自治区人大常委会副主任。